# Eriocraniídeos
Eriocraniídeos (Eriocraniidae) é uma família de insectos da ordem Lepidoptera.